# Прямое страхование
Прямое страхование — это упрощенная форма продажи страховок, которая удаляет из цепочки «страховая компания — страховой агент — страхователь» среднее звено. Часто обозначается калькой с английского термина — «директ-страхование».
В современных условиях это новый способ ведения страхового бизнеса, при котором все процессы интегрированы в общую CRM-систему, включающую в себя блок продаж, урегулирования убытков, клиентского сервиса, андеррайтинга и актуарных расчетов.

## Специфические отличия
Специфические возможности прямого страхования для страхователей:.
- Возможность удаленного оформления полиса.
- Возможность удаленно вносить изменения в условия договора страхования.
- Возможность получать специальные предложения по цене.
- Возможность производить часть операций по урегулированию убытков также удаленно.

Специфические возможности прямого страхования для страховщиков:.
- Возможность быстрого накопления детальной статистики по клиентам и договорам страхования, что позволяет повысить уровень сегментации клиентской базы и качество андеррайтинга.
- Возможность оперативно оценивать спрос на различные продукты страхования и его эластичность, большая гибкость в ценовой политике.
- Больше возможностей для перекрестных продаж.

## История директ-страхования
Родина прямого страхования — Англия, его история насчитывает там более 20 лет. Первые несколько лет доля прямого страхования занимала доли процента, потом процент-два-три, на текущий момент - около 70 % ретейла в Англии. Следующей страной, где эта модель развивалась очень успешно, были Соединенные Штаты. Сейчас прямое страхование активно развивается в Испании, во Франции, в России и на Украине.
Первым заметным проектом по прямому страхованию в России стал портал страховой компании «Ренессанс Страхование», заработавший в ноябре 1999 года
,
.
Уже к марту 2001 года купить полис можно было на сайтах четырех страховых компаний - «Ренессанс Страхование», РОСНО, «Спасские ворота» и «Межбанковской региональной СК» (Ижевск) 
.
Первая российская компания, специализирующаяся на прямом страховании (прямой страховщик), ЗАО «Прямое страхование», начала работать 1 июля 2005 года. За четыре года своей работы в качестве прямого страховщика компания так и не смогла набрать достаточно большой страховой портфель, заняв по итогам 2008 года лишь 387-е место по объему полученной страховой премии (по данным ФССН). В октябре 2012 года эта компания (переименованная к этому времени в «МСК-Директ») была ликвидирована.
Заметная активизация прямого страхования в России произошла в 2008 году, когда на этот рынок вышли три новых страховщика: ОАО «КИТ Финанс Страхование», ОАО «Интач Страхование» и ЗАО «Контакт-страхование» (ликвидирована в июле 2012 года).
На Украине первой компанией, которая начала работу по методу прямого страхования, стала в 2009 году СК «Ритейл-Страхование».

## Преимущества прямого страхования
1. Экономия на стоимости страховки.
Компании, работающие по принципу директ-страхования, могут устанавливать стоимость полиса в среднем до 20 % ниже, чем их традиционные конкуренты. Подобная экономия достигает из-за нескольких факторов.
Во-первых, это отсутствие офисов продаж и агентов-консультантов. Соответственно расходы на них также отсутствуют.
Во-вторых, при традиционном страховании работает двойная система ввода полисов: сначала агент заполняет бумагу вручную, потом её содержимое поступает в информационный центр, где проходит многочисленные перепроверки. В компаниях прямого страхования информация сразу попадает в CRM-систему (система автоматизированного взаимодействия с клиентами) и весь документооборот ведется в электронном виде.
В-третьих, экономии способствует кастомизация тарифов, то есть возможность гибко менять тарифные ставки. В классической компании переход на новые цены занимает два-три месяца, директ-схемы позволяют корректировать ставки хоть дважды в день (нужно лишь поменять параметры в системе), что позволяет вести гибкую ценовую политику.
2. Экономия времени.
Полисы директ-страхования, в отличие от обычных, продают через интернет и по телефону. Во-первых, это позволяет получить всю необходимую информацию о компании и отправить заявку на оформление полиса, не отходя от компьютера. Получение информации дистанционно позволяет тратить на процесс страхования гораздо меньше времени. Для заключения самого договора также не надо ехать в офис — сотрудник страховой сам приедет к вам со всеми необходимыми документами. В-третьих, оплатить страховку также можно через интернет. Наконец, пролонгация полиса точно так же осуществляется посредством интернета.
3. Высокая гибкость.
Как правило, программы direct insurance построены по принципу «конструктора»: прямо на сайте можно выбрать те риски и условия, которые интересны вам, в отличие от классических «коробочных продуктов», рассчитанных на массовость и не учитывающих индивидуальные особенности и потребности страхователя.
4. Отсутствие посредников.
Помимо уже упомянутого удешевления полиса, этот факт важен и тем, что обе сферы страховой деятельности — заключение договора и урегулирование ущерба — соединены в одном центре. Иными словами, покупая полис, Вы общаетесь именно с тем юридическим лицом, которое затем будет осуществлять страховое возмещение.

## Недостатки прямого страхования
1. Ограниченный ассортимент «товаров», которые сейчас можно купить по системе директ-страхования.
В большинстве компаний «прямым путём» в настоящее время можно приобрети стандартизированные страховые продукты рассчитанные на запросы среднестатистического страхователя.
2. «Виртуальность» прямой страховки и отсутствие личного общения со страховым агентом.
При страховании «на расстоянии» вопрос честности страховщика встает особенно остро. Даже если человек соберет всю необходимую информацию, которая подтвердит надежность страховщика, то все равно, подсознательно, определенная степень недоверия, наверное, будет существовать.
3.Законодательные ограничения.
Полноценную реализацию модели прямого страхования в России тормозят законодательные ограничения. Полностью вынести оформление полиса в онлайн на данный момент невозможно. Но определенные подвижки в этом направлении есть. Попытка решить одну из самых сложных проблем страхования через интернет — необходимость оригинальной подписи страхователя на полисе — была предпринята еще в 2001 году, когда был принят «Закон о цифровой подписи». Однако, как и многие прочие российские законы, он весьма далек от совершенства (возможность ЭЦП доступна только физическим лицам, сам сертификат недостаточно доработан и не прописан детально). Поэтому страховщики в настоящий момент все же предпочитают получить подпись в классическом виде, когда курьер доставляет купленный полис клиенту. Еще одна немаловажная проблема — это необходимость продажи самого массового вида обязательного страхования — автогражданки — исключительно на бланках строгой отчетности.

## Тенденции рынка прямого-страхования и прогнозы его развития
Доходность
На данный момент все компании, использующие прямое страхование являются инвестиционными проектами. Их расходы значительно превышают среднерыночный уровень (по оценкам «Эксперт РА» более чем в два раза), но в долгосрочной перспективе вне зависимости от уровня проникновения прямого страхования расходы прямых страховщиков должны быть ниже, чем у традиционных компаний.

Это связано с тем, что даже при небольших объемах бизнеса постепенно будут окупаться издержки на создание контактных центров и вложения в IT-системы. Расходы на рекламу и маркетинг останутся, но несколько снизятся.
Эффект масштаба
Экономия на масштабе возникает для прямых страховщиков, начиная с 5 % от совокупной рыночной доли или 12-15 % от взносов по страхованию (согласно опыту прямых страховщиков в Европе). Доля прямого страхования во взносах по автострахованию в первом полугодии 2009 года была равна 0,84 %. Таким образом, чтобы достигнуть экономии от масштаба, объём страховых премий российских прямых страховщиков должен увеличиться в 15 раз.

Но эта цифра вполне реальна. По прогнозам к 2012 году доля прямого страхования в совокупных взносах по автострахованию достигнет 7 % (в случае если законодательство не изменится) или 12 % (в случае если полисы разрешат выписывать в электронном виде).
Влияние экономического кризиса
Влияние кризиса на бизнес прямых страховщиков двояко.
С одной стороны кризис способствовал быстрому росту объемов бизнеса благодаря изменению поведения страхователей (в период кризиса люди стали больше экономить, больше смотреть на разброс цен) и снижению части расходов прямых страховщиков, в том числе расходов на рекламу и маркетинг.

С другой стороны, кризис привёл к росту стоимости заемных денежных средств и рисков сокращения финансирования проектов по прямому страхованию. В результате уровень надёжности прямых страховщиков снизился, а многие универсальные компании отложили время запуска проектов по прямому страхованию. К тому же сузился спрос (объём взносов по автокаско в 2009 году — базового продута прямых страховщиков — упал на 16 % по сравнению с 2008).

## Компании — прямые страховщики в России
Рэнкинг по взносам, полученным при обращении в страховую компанию через Интернет или call-центр (за 2009 год).
1. «ИНТАЧ СТРАХОВАНИЕ» — 571 768 000 рублей
2. «Ренессанс Страхование» — 405 236 000 рублей
3. «КИТ Финанс Страхование» — 241 444 000 рублей